# Brian Glover
Brian Glover (Sheffield, 2 aprile 1934 – Londra, 24 luglio 1997) è stato un attore, wrestler, insegnante e sceneggiatore britannico.

## Biografia
Nato a Sheffield, crebbe a Barnsley, dove svolse l'attività di insegnante d'inglese e francese dal 1954 al 1970 presso la Longcar Central School Barnsley, mestiere che poi abbandonerà per dedicarsi al cinema. Suo padre, Charlie Glover, era un wrestler noto come "Red Devil"; da lui ereditò il wrestling ottenendo il titolo di "Leon Arras the Man From Paris".
Al cinema prese parte a diversi film, tra cui Alien³, recitando inoltre anche in diverse serie televisive. Nel 1954 sposò la prima moglie, Elaine, dalla quale ebbe una figlia; dopo il divorzio, nel 1976 sposò la produttrice televisiva Tara Prem, dalla quale ebbe un altro figlio e con cui rimase fino alla morte. Ricoverato all'ospedale di Londra dopo una lunga lotta contro un tumore al cervello, morì nel sonno nel 1997, a 63 anni.

## Filmografia parziale
- Un lupo mannaro americano a Londra (An American Werewolf in London), regia di John Landis (1981)
- Delitti e segreti (Kafka), regia di Steven Soderbergh (1991)
- Alien³, regia di David Fincher (1992)
- 1942: A Love Story, regia di Vidhu Vinod Chopra (1994)